# Las chicas del swing
Las chicas del swing es una miniserie de televisión de 2010 producida por Casanova Multimedia, dirigida por Mauricio Zaccaro, transmitida por Rai Uno los días 27 y 28 de septiembre de 2010. 
El argumento de la serie es la historia del Trío Lescano, un grupo vocal muy conocido en Italia entre la segunda mitad de los años treinta y principios de los cuarenta. La historia está inspirada en el libro Le regine dello swing de Gabriele Eschenazi (Einaudi) que también es coautora del tema con Mauricio Zaccaro. Controversia es la parte de la ficción en la que se cuenta el arresto del trío, en la que existen diferentes opiniones. 
El rodaje comenzó el 26 de octubre de 2009 y continuó durante siete semanas en Turín. La serie fue apoyada por la Film Commission Torino Piemonte. La serie también es conocida por la perfecta reconstrucción del estudio de radio EIAR en Turín en los años cuarenta, debido al diseñador de producción Massimo Pauletto y al administrador del museo de la RAI Claudio Girivetto.   
Aunque esta importante colaboración no se acredita con los créditos de la serie, durante las actuaciones de canto, las tres protagonistas son dobladas por el grupo vocal turinés Blue Dolls, formado por Angelica Dettori, Viviana Dragani (que en la miniserie interpreta a la cantante Nuccia Natali) e Irene Vavolo. La misma Andrea Osvárt dijo en el diario La Stampa, que se practicaba cantando junto con los protagonistas, pero que al final se decidió que el trío de cantantes profesionales los doblara.

## Trama
A finales de la década de 1930, tres hermanas holandesas, Alexandra (Andrea Osvárt), Judith (Lotte Verbeek) y Kitty Leschan (Elise Schaap) y su madre judía Eva De Leeuwe (Sylvia Kristel) llegaron a Italia. Pronto las jóvenes son contratadas por un empresario artístico napolitano llamado Gennaro Fiore (Gianni Ferreri). A la madre inicialmente no le gusta el carácter vulgar de los espectáculos, en los que sus dos hijas mayores, Alexandra y Judith, son las bailarinas, pero acepta la propuesta de Gennaro de crear un trío de cantantes con la hermana menor.
La habilidad de las chicas despierta el interés de un mánager sin escrúpulos, Pier Maria Canapa Canapone (Giuseppe Battiston), que se las arregla para arrebatarles a los tres a pesar de la desconfianza de su madre. Pronto el grupo adquiere notoriedad, el empresario gana muchísimo dinero y en Italia ahora todo el mundo conoce lo que se llama Trio Lescano, que es el apellido italiano de Leschan. Dado el éxito del trío, el gobierno fascista interfiere, tratando de convencer a las hermanas de usar su popularidad para apoyar la propaganda del régimen. Pero no están interesadas y pronto surge la desconfianza y las acusaciones. 
El fascismo desafía las leyes raciales y, al igual que los demás judíos italianos, sufren una marginación progresiva, un preludio a las deportaciones. El trío esconde a su madre judía, una ciudadana extranjera, y es arrestado durante un espectáculo en una Génova ahora ocupada por los nazis. Las tres niñas se ven obligadas a esconderse con su madre y ser canceladas de los programas de transmisión.
Después de la guerra, con una profunda deuda, ya no pueden recuperar la gloria perdida en Italia y por esto eligen emigrar a América del Sur, donde aún cosechan éxitos, pero con la pequeña Kitty reemplazada por Maria Bria. La más joven de los Lescano prefiere quedarse en Italia con su novio para casarse. 

## Crítica
Aldo Grasso ha acogido positivamente la miniserie, calificándola de hermosa y chispeante y criticando a la audiencia televisiva por sus bajos índices de audiencia: “si le das algo un poco refinado, entonces levanta la nariz”. También dijo que Las chicas del swing difieren de otras ficciones italianas, en primer lugar porque no es una hagiografía, un formato que Grasso define como “la muerte de la ficción italiana”, y porque en él el “sufrimiento de la historia” reemplaza el “placer de la historia”.

## Audiencia
| n.º | Primero TV Italia        | Telespectadores | Cuota  |
| --- | ------------------------ | --------------- | ------ |
| 1   | 27 de septiembre de 2010 | 4.665.000       | 17,33% |
| 2   | 28 de septiembre de 2010 | 4.497.000       | 16.74% |

## Premios
La miniserie fue galardonada el 10 de junio de 2011 en el Shanghai tv Festival, obteniendo el premio a la mejor miniserie y el premio a la mejor actriz, otorgado a Andrea Osvárt. El 10 de junio de 2011, la serie de la Rai TV también fue premiada en el 51º Monte Carlo Television Festival, donde triunfó como Mejor Miniserie, prevaleciendo en producciones importantes y exitosas como The Kennedys y el francés Carlos. El premio a la mejor actriz también fue otorgado ex aequo a las tres protagonistas de Las chicas del swing: Andrea Osvárt, Elise Schaap y Lotte Verbeek. 

## Músicos
La miniserie involucró a algunos prestigiosos músicos italianos que en numerosas escenas acompañaron al trío tocando su música.
Entre los más relevantes está el guitarrista Dario Chiazzolino y el bajista Furio Di Castri. 